# 1266
Năm 1266 là một năm trong lịch Julius.